# Edmund von Krieghammer

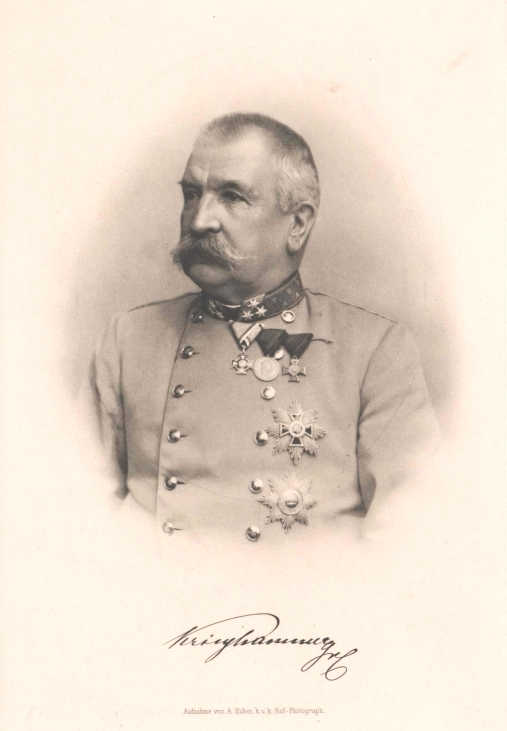
Edmund von Krieghammer

Edmund Freiherr von Krieghammer (* 4. Juni 1832 in Landshut, Mähren; † 21. August 1906 in Bad Ischl) war ein österreichischer General der Kavallerie und Reichskriegsminister von Österreich-Ungarn.

## Leben
Krieghammer besuchte die Theresianische Militärakademie in Wiener Neustadt, trat 1849 als Leutnant in das 5. Dragoner-Regiment ein und machte dann den Krieg gegen Ungarn mit. Am Krieg gegen Italien (1859) und gegen Preußen (Deutscher Krieg 1866) nahm er als Rittmeister teil. Nach dem Besuch der Zentral-Kavallerie- und der Kriegsschule wurde er 1869 zum Major und Flügeladjutanten des Kaisers, 1874 zum Oberst, 1879 zum Generalmajor und 1881 schließlich zum Feldmarschallleutnant befördert.
Seit 1886 befehligte Krieghammer die Kavallerietruppendivision in Lemberg, seit 1888 die 6. Infanterietruppendivision, seit 1889 das 1. Korps als Kommandierender General in Krakau. 1891 wurde er zum General der Kavallerie gemacht. Am 23. September 1893 wurde er nach dem Tod des Ferdinand von Bauer zum Reichskriegsminister ernannt. Von diesem Amt trat er im Dezember 1902 zurück, weil die von ihm eingebrachte Militärvorlage im ungarischen Abgeordnetenhaus auf Widerstand stieß. Sein Nachfolger wurde Heinrich von Pitreich (1841–1920).
Edmund Freiherr von Krieghammer starb am 21. August 1906 in Bad Ischl.

## Sonstiges
General von Krieghammer wurde nach seinem Tod in den slowenischen Ort Gomilsko (Gemeinde Braslovče) überführt und am dortigen Friedhof begraben, da sein Schwager, Carl Haupt von Hohentrenk, Besitzer des nahegelegenen Schlosses Straussenegg (Štravsenek) war und dort ein für Beerdigungen der Familie reservierter Bereich des Friedhofes bestand. Das von der zuständigen Gemeinde Braslovče betreute Grabmal ist auch heute noch erhalten.